# Beau Brummell (film)
Beau Brummell (film) is een Amerikaanse film uit 1954 van Curtis Bernhardt met in de hoofdrollen Stewart Granger, Elizabeth Taylor en Peter Ustinov.
De film is gebaseerd op het leven van George Bryan "Beau" Brummell, een ex-militair en dandy die bevriend was met de prins van Wales ten tijde van de regering van koning George III van Engeland. Het scenario voor de film is losjes gebaseerd op het toneelstuk Beau Brummell van Clyde Fitch uit 1889 en de gelijknamige stomme film uit 1924.
"Beau Brummell" deed het goed in de bioscopen, maar de kritieken waren minder positief over de film. Ook koningin Elizabeth II, die de film zag in een speciale vertoning tijdens de Royal Command performance in november 1954, had veel kritiek. Ze vond het maar niets dat haar voorvader koning George III werd uitgebeeld als een krankzinnige.
Om te voorkomen dat de film uit de Amerikaanse bioscopen zou worden verbannen, hielden de makers al rekening met de beruchte zelfcensuur van Hollywood (de production of Hays code). Om alle geruchten rond de vermeende homoseksualiteit van Brummell de kop in te drukken werd speciaal het personage Lady Patricia Belham in de film geschreven.

## Verhaal
Het verhaal speelt in Engeland aan het begin van de negentiende eeuw. Een knappe jonge kapitein van de cavalerie, George Bryan Brummell beoefent zijn schermtechniek. Behalve een militair is George Brummell, bijgenaamd 'Beau' ook een dandy. Hij weet veel van kleding en geeft er fortuinen aan uit. Als George, de prins van Wales, hem complimenteert met zijn schermtechniek, heeft Beau onmiddellijk kritiek op de uniformen van de dragonders.
Aangezien George de uniformen heeft ontworpen, is hij gelijk beledigd. Die avond, bij een diner van het regiment, laat Beau zien dat hij een echte dandy is door op te komen dagen in zeer extravagante kleding. Hij ontmoet de mooie Lady Patricia Belham, de aanstaande van Lord Edwin Mercer, de adviseur van George. De prins probeert Beau weer aan te spreken over de uniformen, maar Beau blijft bij zijn kritiek en wordt uit het leger ontslagen. Zonder connecties bij het hof en zonder geld heeft Brummell weinig toekomstperspectieven. Tijdens een politieke bijeenkomst valt hij echter op door zijn kritische uitspraken en hij begint naam te maken als politicus. Weer valt hij op bij de prins van Wales en George vraagt hem om advies. De premier van Engeland, William Pitt, heeft zich namelijk uitgesproken tegen het huwelijk van George met de katholieke Maria Anne Fitzherbert. Het advies van Beau luidt dat de prins zijn eigen koers moet varen. Langzaam herstelt de vriendschap tussen beide mannen zich. Ondertussen raakt Beau tot over zijn nek in de schulden vanwege zijn gigantische kledinguitgaven en gokspelletjes. Hij weigert echter om naar Frankrijk te vluchten omdat prins George hem nodig heeft. Beau zoekt zijn heil bij lady Patricia, maar die ziet hem niet als een geschikte huwelijkskandidaat. Brummell moet toezien dat zijn geliefde gaat trouwen met Lord Mercer. Politiek gezien blijft het rommelen tussen prins George en Pitt.  Als George weer om advies vraagt inzake zijn huwelijk met Fitzherbert, barst de bom. Op aanraden van Beau laat George zijn vader officieel krankzinnig verklaren en wordt aangesteld als prins-regent. George kan nu de wet aanpassen die hem verbiedt te trouwen met een katholieke vrouw. Hoewel George nu kan trouwen met Maria Anne Fitzherbert is zijn macht nog altijd beperkt. Als Beau hem adviseert op te staan tegen Pitt en het parlement, wordt de prins-regent bang. Hij beschuldigt Brummell van egoïsme en zelfverrijking en de tweede breuk is een feit. Zonder de bescherming van de prins-regent kan Beau nu zijn schuldeisers niet het hoofd bieden en hij vlucht naar Frankrijk. Na een aantal jaren sterft George III en wordt opgevolgd door zijn zoon als George IV. Brummell is intussen ernstig ziek en straatarm. Desondanks slaat hij een aanbod af om zijn memoires tegen veel geld te laten publiceren. Hij kan namelijk niet leven met de voorwaarde dat deze memoires George IV te schande moeten zetten. Als de koning dit hoort is hij geroerd door deze onbaatzuchtige daad en bezoekt zijn oude vriend. Ook Brummel is geroerd en de twee mannen sluiten vrede. Als George weer vertrekt, sluit Brummell voor het laatst zijn ogen.

## Rolverdeling
| Acteur           | Personage                        |
| ---------------- | -------------------------------- |
| Stewart Granger  | George Bryan "Beau" Brummell     |
| Elizabeth Taylor | Lady Patricia Belham             |
| Peter Ustinov    | Prins van Wales/Koning George IV |
| Robert Morley    | Koning George III                |
| James Donald     | Lord Edwin Mercer                |
| James Hayter     | Mortimer                         |
| Rosemay Harris   | Maria Anne Fitzherbert           |
| Paul Rogers      | William Pitt                     |
| Noel Willman     | Lord Byron                       |
| Peter Dyneley    | Midger                           |
| Charles Carson   | Sir Geoffrey Baker               |
| Ernest Clark     | dokter Warren                    |
| Peter Bull       | mr. Fox                          |

## Achtergrond

### Voorgeschiedenis en scenario
Scenarist Karl Tunberg nam het toneelstuk "Beau Brummel" van Clyde Fitch als uitgangspunt. Fitch had het stuk in 1889 speciaal geschreven voor Richard Mansfield, een beroemde acteur/producer uit die jaren. Het stuk had veel succes en was zeer lucratief voor zowel de schrijver als de acteur. In 1924 was het toneelstuk ook al het uitgangspunt voor het scenario voor een stomme film uit 1924. Lionel Barrymore speelde de rol van Beau Brummell in deze verfilming. Al in 1938 wilde Metro-Goldwyn-Mayer een remake maken met Robert Donat in de titelrol, maar die productie ging niet door. In 1953 pikte MGM het idee weer op en koos Stewart Granger in de rol van Beau Brummell. In de begintitels van de film staat vermeld dat Tunberg zich baseerde op het toneelstuk van Fitch, maar studiobaas Rudi Monta verklaarde later dat Tunberg het stuk alleen als uitgangspunt gebruikte en dat de overeenkomsten tussen film en toneel  meer zijn gebaseerd op de historische achtergrond van Beau Brummell.

### Acteurs
De keuze voor Stewart Granger als Beau Brummell lag voor de hand. Hij was Brits, voorzien van de juiste fysieke eigenschappen en al jarenlang vertolker van romantische, avontuurlijke rollen. Granger wilde de rol graag spelen in de veronderstelling dat alles in de VS zou worden opgenomen. Hij was getrouwd met actrice Jean Simmons die net een rol ging spelen in de Hollywoodfilm The Egyptian en wilde zo veel mogelijk tijd met haar doorbrengen. Helaas voor Granger had MGM besloten om de hele film in Engeland te draaien (op locatie en in de MGM studio in Denham). De studio wilde de in de Tweede Wereldoorlog bevroren tegoeden in Engeland die vrijkwamen gaan opmaken. Een woedende Granger probeerde zich los te maken van de film maar werd aan zijn contract gehouden.
Voor de rol van Lady Patricia dachten de filmmakers eerst aan Eleanor Parker, maar uiteindelijk viel de keus op de jonge Elizabeth Taylor. Taylor was ook teleurgesteld dat de opnames in Engeland zouden zijn. Ze was net getrouwd met acteur Michael Wilding die ook Hollywoodverplichtingen had in de VS. MGM vergulde de bittere pil door het paar een zesweekse vakantie aan te bieden in Europa voordat de opnames begonnen.

### Productie
Onder leiding van regisseur Curtis Bernhardt vonden de opnames plaats in de MGM studio in Denham. Daarnaast werden er opnames gemaakt op locatie. De parade van de cavalerie bijvoorbeeld werd opgenomen in Brighton, East Sussex, daarnaast werd gebruikgemaakt van de Newmarket Racecourse, Newmarket in Suffolk, Ockwells Manor in Cox Green, Maidenhead in Berkshire, England, en de Throne Room in Windsor Castle. Noch Granger, noch Taylor was erg gesteld op regisseur Bernhardt. De regisseur was van Duitse afkomst. Hij was Joodse afkomst en voor de oorlog zijn vaderland ontvlucht. Tussen 1940 en 1954 had hij een aantal, veelal romantische, films gemaakt. Bernhardt gedroeg zich als een drilsergeant die een stel rekruten moest trainen. Taylor die al een aantal successen op naar naam had gestaan, was hier niet van gediend. Toen Bernhardt weer eens uitgebreid instructies ging geven, begon ze overdreven te geeuwen. Dit maakte de regisseur zo woedend dat hij met zijn stokje, dat hij altijd bij zich had, begon te zwaaien om zijn autoriteit te herstellen. Dit veroorzaakte grote ergernis bij Granger die het stokje uit zijn hand trok en in twee stukken brak. Ondanks deze ergernissen wist Bernhardt zijn sterren goed in beeld te brengen. Critici prezen het visuele aspect van de film, met name de long shots in CinemaScope.

## Historische verantwoording
George Bryan "Beau" Brummell leefde van 1778 tot 1840. Tijdgenoten beschrijven hem als een knappe man, hoewel zijn neus werd gebroken door een paardenhoef toen hij diende bij Dragonders. Hij studeerde in Eton en Oriel College en ging vervolgens het leger in (Het tiende regiment Dragonders). Hij kwam onder de aandacht van de prins van Wales en werd door de laatste tot kapitein bevorderd. Niet lang daarna verliet hij het leger omdat hij weigerde in Manchester te wonen, de nieuwe basis van zijn regiment. Hij gaf de voorkeur aan het meer mondaine Londen. Al snel viel Brummell op door zijn extravagante manier van kleding, zijn gokverslaving en zijn lidmaatschap van de intieme kring rond de prins van Wales. Brummell verloor echter veel geld en kreeg tot overmaat van de ramp ruzie met de prins van Wales. Hoewel hij nu zonder prinselijke bescherming was, kon Brummell zich handhaven met behulp van andere beschermheren. Zijn kijk op mode werd bijzonder op prijs gesteld. In 1816 was hij echter zo in de problemen geraakt dat hij naar Frankrijk moest vluchten. De rest van zijn leven leefde hij op een klein jaargeld en stierf uiteindelijk zonder een cent in 1840. Zijn oude vriend en vijand George IV was toen al enkele jaren geleden overleden. De film wijkt in sommige opzichten af van de werkelijkheid. De nadruk wordt minder gelegd op Brummells leven als een dandy. In tegenstelling hiermee zien we een Beau Brummell die zijn vrienden trouw is en politiek gedreven. In werkelijkheid was Brummell veel meer oppervlakkig en verliet hij het leger niet, zoals de film suggereert, om principiële redenen maar omdat Manchester hem niet beviel. Er was geen sprake van een ontslag omdat Brummell zijn uitspraken tegen de prins niet wilde intrekken. Zijn liefde voor lady Patricia wordt breed uitgemeten en voorgesteld als een typische romantische liefde, gedoemd te mislukken. In werkelijkheid was het maar de vraag of Brummel interesse had in vrouwen. Lady Patricia is dan ook een verzonnen personage en komt alleen in de film voor om speculaties over Brummells homoseksualiteit weg te nemen. Ook het einde is typisch Hollywood, Brummell verzoent hij zich met George IV. Dat de koning in werkelijkheid al enige jaren dood was op het moment dat Brummell overleed was voor de scenarist geen bezwaar. Er moest een goede afloop zijn.

## Ontvangst
Hoewel de film veel bezoekers trok, was er toch de nodige kritiek. In Engeland noemde koningin Elizabeth II "Beau Brummell", "een slechte film". Het was in de jaren vijftig nog niet gewoon om een voormalige monarch publiekelijk als krankzinnig op te voeren en Elizabeth zag George III als een belangrijke voorouder. Maar ook in de VS was er kritiek. De filmmakers hadden al alle eventuele homoseksuele aspecten weggefilterd door Brummell te voorzien van een geheime vrouwelijke geliefde, maar liepen toch op tegen de machtige PCA (de Production Code Autority). De PCA keurde alle films op basis van de zogenaamde Hays- of Productioncode. De filmindustrie in Hollywood had deze zelfcensuur na een aantal seksschandalen in de jaren twintig zelf ingesteld. Films die niet werden goedgekeurd kwamen niet in de bioscoop in de VS. Dit betekende, geen seks, op toespelingen daarop, geen drugs, zelfs het uitspreken van een woord als 'abortus' of 'condoom' was al uit den boze. Overspel mocht niet voorkomen en echtparen in films sliepen in bedden die van elkaar waren gescheiden. De PCA maakte bij "Beau Brummel" grote bezwaren tegen de "immorele relatie tussen de prins-regent en Maria Anne Fitzherbert. Het gedrag van een hofmeester in een herenclub in een van de scènes werd als 'pervers' bestempeld, terwijl de manier waarop de prins-regent het geslacht van een hond vastgesteld ook niet door de beugel kon, evenals het woord 'damn' (verdomme). De filmmakers pasten de film haastig aan, waarna "Beau Brummell" in première kon.